# コスチャンティーン・ヴィシュネヴェーツィクィイ
コスチャンティーン・ヴィシュネヴェーツィクィイ（ウクライナ語: Костянтин Вишневецький）、コンスタンティ・ヴィシニョヴィエツキ（ポーランド語: Konstanty Wiśniowiecki、1564年 - 1641年5月31日）は、ポーランド・リトアニア共和国の貴族、ルーシ人の公、ヴィシュネヴェーツィクィイ家の10代当主である。

## 概要
チェルカースィ代官地（1620年‐1633年）、カームヤネツィ代官地（1633年 - 1636年）の代官、ならびにベルズ県（1636年 - 1638年）、ルーシ県（1638年 - 1641年）の知事を務めた。政治・行政・軍事などにおいて活躍し、支配下におかれたウクライナの経済発展に大きく貢献した。モスクワ大公国の動乱時代において偽ドミトリー1世を支持した。1603年に私兵とコサックを率いてモスクワへ入城したが、偽ドミトリー1世の暗殺後、ロシア人によって捕らえられ、コストロマの牢屋に入れられた。1608年7月、和平交渉の結果、解放されたが、その後も、モスクワ大公国へ出兵し、至聖三者聖セルギイ大修道院の包囲に参陣した。また、ヴワディスワフ4世による出兵にも関わった。1641年6月21日にルーシ県ザロージュツィ町で葬られた。

## 家族
- 父：コスチャンティーン・ヴィシュネヴェーツィクィイ（?‐1574年）、ジトーミル代官地の代官、キエフ県の知事
- 母：アンナ・エレジュベタ・スヴェルシュ
- 妻：アンナ・ザホールシカ（1583年‐1603年）
  - マリアナ・ヴィシュネヴェーツィカ（1584年 - 1624年）
  - ヤーヌシュ・ヴィシュネヴェーツィクィイ（1598年 - 1636年）、リトアニア大公国のヘトマン。
  - オレクサーンドル・ヴィシュネヴェーツィクィイ（? - 1638年）、チェルカースィ代官地の代官。
  - オレーナ・ヴィシュネヴェーツィカ（? - 1660年）
- 妻：ウルスーラ・ムニーシェク（1603年‐1628年）、マルィーナ・ムニーシェクの姉妹。
  - フェオフィーラ・ヴィシュネヴェーツィカ（? - 1645年）
  - アンナ・ヴィシュネヴェーツィカ（? - ?）
- 妻：カテルィーナ・コルニャークト（1628年‐1635年）
- 妻：オレーナ・フルィスティーナ・スチゥルーシ（1635年‐1641年；1647年に死去）